# Christopher Norris
Christopher Norris (New York, 7 oktober 1953) is een Amerikaans actrice. Ze is het meest bekend door haar rol van de gestoorde Laura Asher in de soapserie Santa Barbara.
Norris begon op jeugdige leeftijd met acteren. Ze speelde op Broadway in producties van The Sound of Music, eerst als Marta en later als Brigitta. Ze verwierf bekendheid dankzij de televisieserie Trapper John, M.D.. Van 1979 tot 1985 speelde ze een brave verpleegster. Daarnaast had ze gastrollen in series als Murder She Wrote, The Love Boat, Matlock en Happy Days.
Christopher heeft psychologie gestudeerd en is getrouwd met zakenman Walter Danley.
- International Standard Name Identifier: 0000 0000 4807 7075
- Library of Congress Control Number: nr97043224
- Virtual International Authority File: 12216242
- WorldCat: E39PBJxmKyBQjrTTKd4rkGpVmd